# Atanasoff Nunatak
Atanasoff Nunatak (in lingua bulgara: Атанасов нунатак, Atanasov Nunatak) è un aguzzo nunatak, picco montuoso alto 550 m, situato all'estremità orientale del Bowles Ridge, nell'Isola Livingston, che fa parte delle Isole Shetland Meridionali, in Antartide. 
Il picco sormonta il Ghiacciaio Huron a sud e a est, e il Ghiacciaio Struma a nord. 
La denominazione è stata assegnata in onore del fisco americano di origine bulgara John Vincent Atanasoff (1903-1995), a cui è attribuita la costruzione del primo computer elettronico digitale.

## Localizzazione
Il picco è posizionato alle coordinate 62°36′54″S 60°06′57″W, subito a est del Pirdop Gate, 3,32 km a nordest del Kuzman Knoll, 1,18 km a est-nordest del Maritsa Peak, 4,44 km a est del Monte Bowles, 2,41 km a sudest del Melnik Peak, 1,68 km a sud del Sliven Peak, 6,86 km a nord-nordovest del Great Needle Peak (Falsa Aguja Peak) e 5,37 km a nord del Levski Peak.
Mappatura britannica nel 1968, rilevazione topografica bulgara nel corso della spedizione investigativa Tangra 2004/05 e mappatura nel 2005 e 2009.

## Mappe
- South Shetland Islands. Scale 1:200000 topographic map. DOS 610 Sheet W 62 60. Tolworth, UK, 1968.
- Islas Livingston y Decepción.  Mapa topográfico a escala 1:100000.  Madrid: Servicio Geográfico del Ejército, 1991.
- S. Soccol, D. Gildea and J. Bath. Livingston Island, Antarctica. Scale 1:100000 satellite map. The Omega Foundation, USA, 2004.
- L.L. Ivanov et al., Antarctica: Livingston Island and Greenwich Island, South Shetland Islands (from English Strait to Morton Strait, with illustrations and ice-cover distribution), 1:100000 scale topographic map, Antarctic Place-names Commission of Bulgaria, Sofia, 2005
- L.L. Ivanov. Antarctica: Livingston Island and Greenwich, Robert, Snow and Smith Islands. Scale 1:120000 topographic map. Troyan: Manfred Wörner Foundation, 2010. ISBN 978-954-92032-9-5 (First edition 2009. ISBN 978-954-92032-6-4)
- Antarctic Digital Database (ADD). Scale 1:250000 topographic map of Antarctica. Scientific Committee on Antarctic Research (SCAR). Since 1993, regularly upgraded and updated.
- L.L. Ivanov. Antarctica: Livingston Island and Smith Island. Scale 1:100000 topographic map. Manfred Wörner Foundation, 2017. ISBN 978-619-90008-3-0